# Gianpiero Marini
Gianpiero Marini (Lodi, 25 de febrer de 1951) és un ex jugador i entrenador de futbol italià, que va jugar com a migcampista. Un pivot defensiu fort i treballador, Marini va jugar per a diversos clubs italians al llarg de la seva carrera, en particular, l'Inter de Milà, on va guanyar un títol de Sèrie A i dos títols de Copa d'Itàlia, durant les seves 11 temporades al club. A nivell internacional, va representar Itàlia en 20 ocasions entre 1980 i 1983, i va ser membre de l'equip que va guanyar la Copa del Món de 1982.